# Elecciones presidenciales de Níger de 1996
Las elecciones presidenciales de Níger de 1996 se realizaron entre los días 7 y 8 de julio después del golpe de Estado de enero que derrocó al presidente Mahamane Ousmane. El líder del golpe Ibrahim Baré Maïnassara, se presentó como candidato independiente y obtuvo la victoria en primera vuelta con el 52% de los votos. Todos los demás candidatos que se presentaron habían sido también candidatos en 1993. Ousmane, que había vuelto a presentarse con el fin de recuperar la presidencia, quedó en segundo lugar con solo el 19.75% de los votos, seguido por Mamadou Tandja. La participación electoral oficial fue del 66% del electorado.
La oposición denunció que las elecciones fueron fraudulentas y estallaron numerosas manifestaciones contra el resultado a lo largo de los siguientes días. La ayuda internacional a Níger había sido suspendida después del golpe militar y los gobiernos de Francia y Estados Unidos condenaron la violencia. Aunque el gobierno prohibió las manifestaciones, la oposición se negó a detenerlas. El gobierno de Ibrahim Baré no duraría mucho tiempo y sería derrocado y asesinado en abril de 1999.
A día de hoy, cuatro de los cinco candidatos que participaron en estos comicios han ocupado la presidencia de Níger.

## Resultados
| Candidatos                         | Partidos                                              | Votos     | %     |
| ---------------------------------- | ----------------------------------------------------- | --------- | ----- |
| Ibrahim Baré Maïnassara            | Independiente                                         | 1.262.308 | 52.22 |
| Mahamane Ousmane                   | Convención Democrática y Social                       | 477.431   | 19.75 |
| Mamadou Tandja                     | Movimiento Nacional para el Desarrollo de la Sociedad | 378.322   | 15.65 |
| Mahamadou Issoufou                 | Partido Nigerino para la Democracia y el Socialismo   | 183.826   | 7.60  |
| Moumouni Adamou Djermakoye         | Alianza Nigerina para la Democracia y el Progreso     | 115.302   | 4.77  |
| Votos en blanco/anulados           | Votos en blanco/anulados                              | 107.830   | –     |
| Total                              | Total                                                 | 2.525.019 | 100   |
| Votantes registrados/participación | Votantes registrados/participación                    | 3.804.750 | 66.36 |
| Fuente: African Elections Database |                                                       |           |       |